# Cardiocephalus
Cardiocephalus is een geslacht van uitgestorven kleine Lepospondyli dat behoort tot de Microsauria. Het leefde in het Vroeg-Perm (ongeveer 277 - 275 miljoen jaar geleden) en zijn fossiele overblijfselen zijn gevonden in Noord-Amerika (Texas, Oklahoma). Hij had een amfibische levenwijze met zwemmende larven maar het is onzeker of de lepospondylen tot de Batrachomorpha behoren, dus de tak naar de moderne Lissamphibia, of tot de Reptiliomorpha, de tak naar de Amniota.

## Beschrijving
Het lichaam van dit dier was langwerpig en dun en bevatte meer dan dertig presacrale wervels. De poten waren bijzonder kort en zwak. De schedel was compact, met conische en grote randtanden, waarvan de uiteinden zijdelings waren afgeplat. Cardiocephalus was klein van formaat, niet meer dan twintig centimeter lang. Er zijn twee soorten bekend, die zich voornamelijk onderscheiden door de grootte en vorm van de schedel: de typesoort Cardiocephalus sternbergi had kleine oogkassen en een kleinere schedel, en het kaakgewricht was relatief vooraan gepositioneerd. Cardiocephalus peabodyi daarentegen was meestal groter, met grotere oogkassen en een grotere schedel. Bij beide soorten waren er rijen tanden op de botten van het verhemelte.

## Classificatie
Cardiocephalus sternbergi werd voor het eerst benoemd in 1904 door Broili, gebaseerd op fossielen gevonden in de Arroyoformatie in Texas. In 1910 werd een andere amfibische vorm, Gymnarthrus willoughbyi, benoemd door E.C. Case vanaf hetzelfde terrein. Deze soort werd later als identiek aan de eerste soort beschouwd. In 1978 beschreven Carroll en Gaskill in hun werk aan microsauriërs Cardiocephalus peabodyi uit het Vroeg-Perm van Richards Spurs in Oklahoma.
Cardiocephalus is een kleine vertegenwoordiger van de Gymnarthridae, een groep microsauriërs met aquatische kenmerken en wordt gekenmerkt door kleine poten, langwerpige lichamen en schedels met een enkele rij marginale conische tanden. Verwant aan Cardiocephalus waren Euryodus en Sparodus.